# Campeonato Sudamericano de Football 1949
Il Campeonato Sudamericano de Football 1949 fu la ventunesima edizione della Copa América. Ad organizzarla fu il Brasile e le partite si tennero dal 3 aprile all'11 maggio 1949.

## Città e stadi
Tre furono gli stadi che ospitarono le gare:
| Città          | Stadio               |
| -------------- | -------------------- |
| Rio de Janeiro | Estádio São Januário |
| Rio de Janeiro | Estádio Botafogo     |
| San Paolo      | Estádio do Pacaembu  |
| Santos         | Estádio Vila Belmiro |
| Belo Horizonte | Estádio América      |

## Nazionali partecipanti
| N° | Nazione   | Iscrizione CONMEBOL | Note                                    |
| -- | --------- | ------------------- | --------------------------------------- |
| 1  | Argentina | 1916                | Detentore Coppa America 1947 - Rinuncia |
| 2  | Brasile   | 1916                | Nazione ospitante                       |
| 3  | Cile      | 1916                |                                         |
| 4  | Uruguay   | 1916                |                                         |
| 5  | Paraguay  | 1921                |                                         |
| 6  | Perù      | 1925                |                                         |
| 7  | Bolivia   | 1926                |                                         |
| 8  | Ecuador   | 1927                |                                         |
| 9  | Colombia  | 1936                |                                         |

## Formula
La formula prevedeva che le otto squadre partecipanti si affrontassero in un unico girone all'italiana, la cui prima classificata avrebbe vinto il torneo. Per ogni vittoria si attribuivano 2 punti, 1 per ogni pareggio e 0 per ogni sconfitta.

## Risultati
3 aprile 1949
| Brasile        | 9 - 1 (7-1) | Ecuador      | Estádio São Januario, Rio de Janeiro Arbitro: Cyril Jack Barrick (Inghilterra) |
| Tesourinha 3'  |             | Chuchuca 18' | Estádio São Januario, Rio de Janeiro Arbitro: Cyril Jack Barrick (Inghilterra) |
| Octavio 10'    |             |              |                                                                                |
| Jair 13'       |             |              |                                                                                |
| Simão 16'      |             |              |                                                                                |
| Simão 25'      |             |              |                                                                                |
| Jair 35'       |             |              |                                                                                |
| Tesourinha 42' |             |              |                                                                                |
| Zizinho 67'    |             |              |                                                                                |
| Ademir 88'     |             |              |                                                                                |

6 aprile 1949
| Bolivia          | 3 - 2 (0-1) | Cile          | Estádio do Pacaembú, San Paolo Arbitro: Cyril Jack Barrick (Inghilterra) |
| Ugarte 59'       |             | Riera 30'     | Estádio do Pacaembú, San Paolo Arbitro: Cyril Jack Barrick (Inghilterra) |
| Godoy 77'        |             | Salamanca 61' |                                                                          |
| B. Gutiérrez 79' |             |               |                                                                          |

| Paraguay         | 3 - 0 (?-0) | Colombia | Estádio do Pacaembú, San Paolo Arbitro: Juan Carlos Armental (Uruguay) |
| López Fretes 21' |             |          | Estádio do Pacaembú, San Paolo Arbitro: Juan Carlos Armental (Uruguay) |
| Benítez 35'      |             |          |                                                                        |
| López Fretes 72' |             |          |                                                                        |

10 aprile 1949
| Perù         | 4 - 0 (1-0) | Colombia | Estádio São Januario, Rio de Janeiro Arbitro: Mario Rubén Heyn (Paraguay) |
| Pedraza 22'  |             |          | Estádio São Januario, Rio de Janeiro Arbitro: Mario Rubén Heyn (Paraguay) |
| M. Drago 47' |             |          |                                                                           |
| Castillo 85' |             |          |                                                                           |
| Pedraza 90'  |             |          |                                                                           |

| Paraguay    | 1 - 0 (0-0) | Ecuador | Estádio São Januario, Rio de Janeiro Arbitro: Juan Carlos Armental (Uruguay) |
| Barrios 89' |             |         | Estádio São Januario, Rio de Janeiro Arbitro: Juan Carlos Armental (Uruguay) |

| Brasile     | 10 - 1 (4-0) | Bolivia    | Estádio do Pacaembú, San Paolo Arbitro: Cyril Jack Barrick (Inghilterra) |
| Nininho 16' |              | Ugarte 75' | Estádio do Pacaembú, San Paolo Arbitro: Cyril Jack Barrick (Inghilterra) |
| Jair 17'    |              |            |                                                                          |
| Zizinho 25' |              |            |                                                                          |
| Nininho 39' |              |            |                                                                          |
| Cláudio 49' |              |            |                                                                          |
| Simão 71'   |              |            |                                                                          |
| Simão 79'   |              |            |                                                                          |
| Zizinho 80' |              |            |                                                                          |
| Cláudio 84' |              |            |                                                                          |
| Nininho 86' |              |            |                                                                          |

13 aprile 1949
| Brasile          | 2 - 1 (2-0) | Cile                 | Estádio do Pacaembú, San Paolo Arbitro: Juan Carlos Armental (Uruguay) |
| Zizinho 20'      |             | P. H. López 89' rig. | Estádio do Pacaembú, San Paolo Arbitro: Juan Carlos Armental (Uruguay) |
| Cláudio 44' rig. |             |                      |                                                                        |

| Uruguay       | 3 - 2 (2-2) | Ecuador     | Estádio São Januario, Rio de Janeiro Arbitro: Alberto Da Gama Malcher (Brasile) |
| R. Castro 15' |             | Arteaga 35' | Estádio São Januario, Rio de Janeiro Arbitro: Alberto Da Gama Malcher (Brasile) |
| Moreno 30'    |             | Vargas 40'  |                                                                                 |
| R. Castro 85' |             |             |                                                                                 |

| Paraguay           | 3 - 1 (1-0) | Perù         | Estádio São Januario, Rio de Janeiro Arbitro: Cyril Jack Barrick (Inghilterra) |
| Barrios 38' rigore |             | R. Drago 56' | Estádio São Januario, Rio de Janeiro Arbitro: Cyril Jack Barrick (Inghilterra) |
| López Fretes 67'   |             |              |                                                                                |
| Arce 89'           |             |              |                                                                                |

17 aprile 1949
| Brasile             | 5 - 0 (3-0) | Colombia | Estádio do Pacaembú, Brasile Arbitro: Alejandro Gálvez (Cile) |
| Tesourinha 20'      |             |          | Estádio do Pacaembú, Brasile Arbitro: Alejandro Gálvez (Cile) |
| Canhotinho 24' rig. |             |          |                                                               |
| Azevedo 44'         |             |          |                                                               |
| Ademir 47'          |             |          |                                                               |
| Ademir 87'          |             |          |                                                               |

| Cile     | 1 - 0 (1-0) | Ecuador | Estádio São Januario, Rio de Janeiro Arbitro: Cyril Jack Barrick (Inghilterra) |
| Rojas 4' |             |         | Estádio São Januario, Rio de Janeiro Arbitro: Cyril Jack Barrick (Inghilterra) |

| Bolivia          | 3 - 2 (0-0) | Uruguay        | Estádio São Januario, Rio de Janeiro Arbitro: Alberto Da Gama Malcher (Brasile) |
| Ugarte 47' rig.  |             | Moll 49'       | Estádio São Januario, Rio de Janeiro Arbitro: Alberto Da Gama Malcher (Brasile) |
| Algañaraz 57'    |             | Bentancour 70' |                                                                                 |
| B. Gutiérrez 66' |             |                |                                                                                 |

20 aprile 1949
| Perù            | 4 - 0 (2-0) | Ecuador | Estádio São Januario, Rio de Janeiro Arbitro: Juan Carlos Armental (Uruguay) |
| Salinas 26'     |             |         | Estádio São Januario, Rio de Janeiro Arbitro: Juan Carlos Armental (Uruguay) |
| Bermeo 36' aut. |             |         |                                                                              |
| Castillo 50'    |             |         |                                                                              |
| Pedraza 85'     |             |         |                                                                              |

| Cile            | 1 - 1 (1-0) | Colombia    | Estádio São Januario, Rio de Janeiro Arbitro: Mario Gardelli (Brasile) |
| P. H.. López 8' |             | Berdugo 56' | Estádio São Januario, Rio de Janeiro Arbitro: Mario Gardelli (Brasile) |

| Uruguay          | 2 - 1 (1-0) | Paraguay      | Estádio do Pacaembú, San Paolo Arbitro: Cyril Jack Barrick (Inghilterra) |
| J. M. García 22' |             | Arce 65' rig. | Estádio do Pacaembú, San Paolo Arbitro: Cyril Jack Barrick (Inghilterra) |
| J. M. García 69' |             |               |                                                                          |

24 aprile 1949
| Brasile          | 7 - 1 (4-1) | Perù        | Estádio São Januario, Rio de Janeiro Arbitro: Cyril Jack Barrick (Inghilterra) |
| G. Arce 11' aut. |             | Salinas 44' | Estádio São Januario, Rio de Janeiro Arbitro: Cyril Jack Barrick (Inghilterra) |
| Augusto 15'      |             |             |                                                                                |
| Jair 17'         |             |             |                                                                                |
| Jair 20'         |             |             |                                                                                |
| Simão 54'        |             |             |                                                                                |
| Ademir 82'       |             |             |                                                                                |
| Azevedo 88'      |             |             |                                                                                |

25 aprile 1949
| Bolivia         | 2 - 0 (2-0) | Ecuador | Estádio do Pacaembú, San Paolo Arbitro: Mario Gardelli (Brasile) |
| Sánchez 6' aut. |             |         | Estádio do Pacaembú, San Paolo Arbitro: Mario Gardelli (Brasile) |
| Ugarte 14' rig. |             |         |                                                                  |

| Uruguay      | 2 - 2 (0-1) | Colombia        | Estádio do Pacaembú, San Paolo Arbitro: Alberto Da Gama Malcher (Brasile) |
| Martínez 57' |             | Gastelbondo 27' | Estádio do Pacaembú, San Paolo Arbitro: Alberto Da Gama Malcher (Brasile) |
| Ayala 86'    |             | A. Pérez 81'    |                                                                           |

27 aprile 1949
| Perù             | 3 - 0 (1-0) | Bolivia | Estádio Vila Belmiro, Santos Arbitro: Alberto Da Gama Malcher (Brasile) |
| R. Drago 31'     |             |         | Estádio Vila Belmiro, Santos Arbitro: Alberto Da Gama Malcher (Brasile) |
| R. Drago 74'     |             |         |                                                                         |
| Heredia 77' rig. |             |         |                                                                         |

| Paraguay | 4 - 2 | Cile         | Estádio do Pacaembú, San Paolo Arbitro: Mario Gardelli (Brasile) |
| Arce     | 10'   | Cremaschi 8' | Estádio do Pacaembú, San Paolo Arbitro: Mario Gardelli (Brasile) |
| Arce     | 39'   | Ramos 72'    |                                                                  |
| Arce     | 47'   |              |                                                                  |
| Benítez  | 23'   |              |                                                                  |

30 aprile 1949
| Paraguay  | 7 - 0 | Bolivia | Estádio São Januario, Rio de Janeiro Arbitro: Cyril Jack Barrick (Inghilterra) |  |
| Benítez   | 17'   |         | Estádio São Januario, Rio de Janeiro Arbitro: Cyril Jack Barrick (Inghilterra) |  |
| Benítez   | 67'   |         |                                                                                |  |
| Benítez   | 78'   |         |                                                                                |  |
| Benítez   | 89'   |         |                                                                                |  |
| Arce      | 25'   |         |                                                                                |  |
| Arce      | 39'   |         |                                                                                |  |
| Fernández | 51'   |         |                                                                                |  |

| Brasile             | 5 - 1 (3-1) | Uruguay       | Estádio São Januario, Rio de Janeiro Arbitro: Alberto Da Gama Malcher (Brasile) |
| Jair 15'            |             | R. Castro 12' | Estádio São Januario, Rio de Janeiro Arbitro: Alberto Da Gama Malcher (Brasile) |
| Zizinho 24'         |             |               |                                                                                 |
| Jair 40' rig.       |             |               |                                                                                 |
| Danilo 79'          |             |               |                                                                                 |
| Tesourinha 89' rig. |             |               |                                                                                 |

| Perù         | 3 - 0 (1-0) | Cile | Estádio do Pacaembú, San Paolo Arbitro: Mario Gardelli (Brasile) |
| Mosquera 28' |             |      | Estádio do Pacaembú, San Paolo Arbitro: Mario Gardelli (Brasile) |
| Castillo 58' |             |      |                                                                  |
| Mosquera 73' |             |      |                                                                  |

3 maggio 1949
| Ecuador        | 4 - 1 (2-1) | Colombia     | Estádio São Januario, Rio de Janeiro Arbitro: Alfredo Alvarez (Bolivia) |
| E. Cantos 23'  |             | N. Pérez 27' | Estádio São Januario, Rio de Janeiro Arbitro: Alfredo Alvarez (Bolivia) |
| Vargas 44'     |             |              |                                                                         |
| G. Andrade 49' |             |              |                                                                         |
| Maldonado 79'  |             |              |                                                                         |

4 maggio 1949
| Perù              | 4 - 3 (2-0) | Uruguay       | Estádio Botafogo, Rio de Janeiro Arbitro: Alfredo Alvarez (Bolivia) |
| Mosquera 19'      |             | Moll 58'      | Estádio Botafogo, Rio de Janeiro Arbitro: Alfredo Alvarez (Bolivia) |
| Castillo 43'      |             | R. Castro 61' |                                                                     |
| Gómez Sánchez 57' |             | Ayala 85'     |                                                                     |
| Gómez Sánchez 60' |             |               |                                                                     |

6 maggio 1949
| Bolivia          | 4 - 0 (1-0) | Colombia | Estádio Botafogo, Rio de Janeiro Arbitro: Cyril Jack Barrick (Inghilterra) |
| Godoy 10'        |             |          | Estádio Botafogo, Rio de Janeiro Arbitro: Cyril Jack Barrick (Inghilterra) |
| B. Gutiérrez 55' |             |          |                                                                            |
| Rojas 77'        |             |          |                                                                            |
| Ugarte 81'       |             |          |                                                                            |

8 maggio 1949
| Cile             | 3 - 1 (0-1) | Uruguay   | Estádio América, Belo Horizonte Arbitro: Mario Gardelli (Brasile) |
| Infante 75'      |             | Ayala 35' | Estádio América, Belo Horizonte Arbitro: Mario Gardelli (Brasile) |
| Infante 83' rig. |             |           |                                                                   |
| Cremaschi 88'    |             |           |                                                                   |

| Paraguay | 2 - 1 (0-1) | Brasile        | Estádio São Januario, Rio de Janeiro Arbitro: Cyril Jack Barrick (Inghilterra) |
| Avalos   | 75'         | Tesourinha 33' | Estádio São Januario, Rio de Janeiro Arbitro: Cyril Jack Barrick (Inghilterra) |
| Benítez  | 85'         |                |                                                                                |

## Classifica finale
| Pos. | Squadra  | Pt | G | V | N | P | GF | GS | DR  |
| ---- | -------- | -- | - | - | - | - | -- | -- | --- |
| 1.   | Brasile  | 12 | 7 | 6 | 0 | 1 | 39 | 7  | +32 |
| 1.   | Paraguay | 12 | 7 | 6 | 0 | 1 | 21 | 6  | +15 |
| 3.   | Perù     | 10 | 7 | 5 | 0 | 2 | 20 | 13 | +7  |
| 4.   | Bolivia  | 8  | 7 | 4 | 0 | 3 | 13 | 24 | -11 |
| 5.   | Cile     | 5  | 7 | 2 | 1 | 4 | 10 | 14 | -4  |
| 6.   | Uruguay  | 5  | 7 | 2 | 1 | 4 | 14 | 20 | -6  |
| 7.   | Ecuador  | 2  | 7 | 1 | 0 | 6 | 7  | 21 | -14 |
| 8.   | Colombia | 2  | 7 | 0 | 2 | 5 | 4  | 23 | -19 |

## Spareggio
11 maggio 1949
| Brasile        | 4 - 0 (3-0) | Paraguay | Estádio São Januario, Rio de Janeiro Arbitro: Cyril Jack Barrick (Inghilterra) |
| Ademir 17'     |             |          | Estádio São Januario, Rio de Janeiro Arbitro: Cyril Jack Barrick (Inghilterra) |
| Ademir 27'     |             |          |                                                                                |
| Tesourinha 43' |             |          |                                                                                |
| Ademir 48'     |             |          |                                                                                |
| Tesourinha 70' |             |          |                                                                                |
| Jair 72'       |             |          |                                                                                |
| Jair 89'       |             |          |                                                                                |

## Classifica marcatori
9 gol
- Jair.

7 gol
- Ademir e Tesourinha;
- Arce e Benítez.

5 gol
- Ugarte;
- Simão e Zizinho.

4 gol
- Castillo;
- R. Castro.

3 gol
- B. Gutiérrez;
- Cláudio e Nininho;
- López Fretes;
- Mosquera, Pedraza e R. Drago;
- Ayala.

2 gol
- Godoy;
- Orlando;
- Cremaschi, Infante e P. H. López;
- Vargas;
- Barrios;
- Gómez Sánchez e Salinas;
- J. M. García e Moll.

1 gol
- Algañaraz e Rojas;
- Augusto, Canhotinho, Danilo e Octavio;
- Ramos, Riera, Rojas e Salamanca;
- A. Pérez, Berdugo, Gastelbondo e N. Pérez;
- Arteaga, Chuchuca, E. Cantos, G. Andrade, Maldonado;
- Avalos e Fernández;
- Heredia e M. Drago;
- Bentancour, Martínez e Moreno.

autoreti
- G. Arce (pro Brasile);
- Bermeo (pro Perù);
- Sánchez (pro Bolivia).

## Arbitri
- Alfredo Álvarez
- Alberto Da Gama Malcher
- Mario Gardelli
- Alejandro Gálvez
- Cyril Jack Barrick
- Mario Rubén Heyn
- Juan Carlos Armental